# Gare d'Issou - Porcheville
La gare d'Issou - Porcheville est une gare ferroviaire française de la ligne de Paris-Saint-Lazare à Mantes-Station par Conflans-Sainte-Honorine, située sur le territoire de la commune d'Issou, à proximité de Porcheville, dans le département des Yvelines, en région Île-de-France.
C'est une gare SNCF desservie par les trains de la ligne J du Transilien.

## Situation ferroviaire
La gare est située au point kilométrique 51,321 de la ligne de Paris-Saint-Lazare à Mantes-Station par Conflans-Sainte-Honorine. Elle est établie à 39 m d'altitude.

## Histoire
La gare est située sur la partie de la ligne de Paris-Saint-Lazare à Mantes-Station par Conflans-Sainte-Honorine ouverte le 1er juin 1892. La ligne fut ensuite électrifiée de bout-en-bout en 25 kV - 50Hz le 27 mars 1967.
Depuis 2004, c'est le Transilien J qui dessert la gare depuis Paris Saint-Lazare et vers Mantes-la-Jolie. Depuis le 20 février 2019, ce sont des Z 50000 qui assurent la circulation.

## La gare

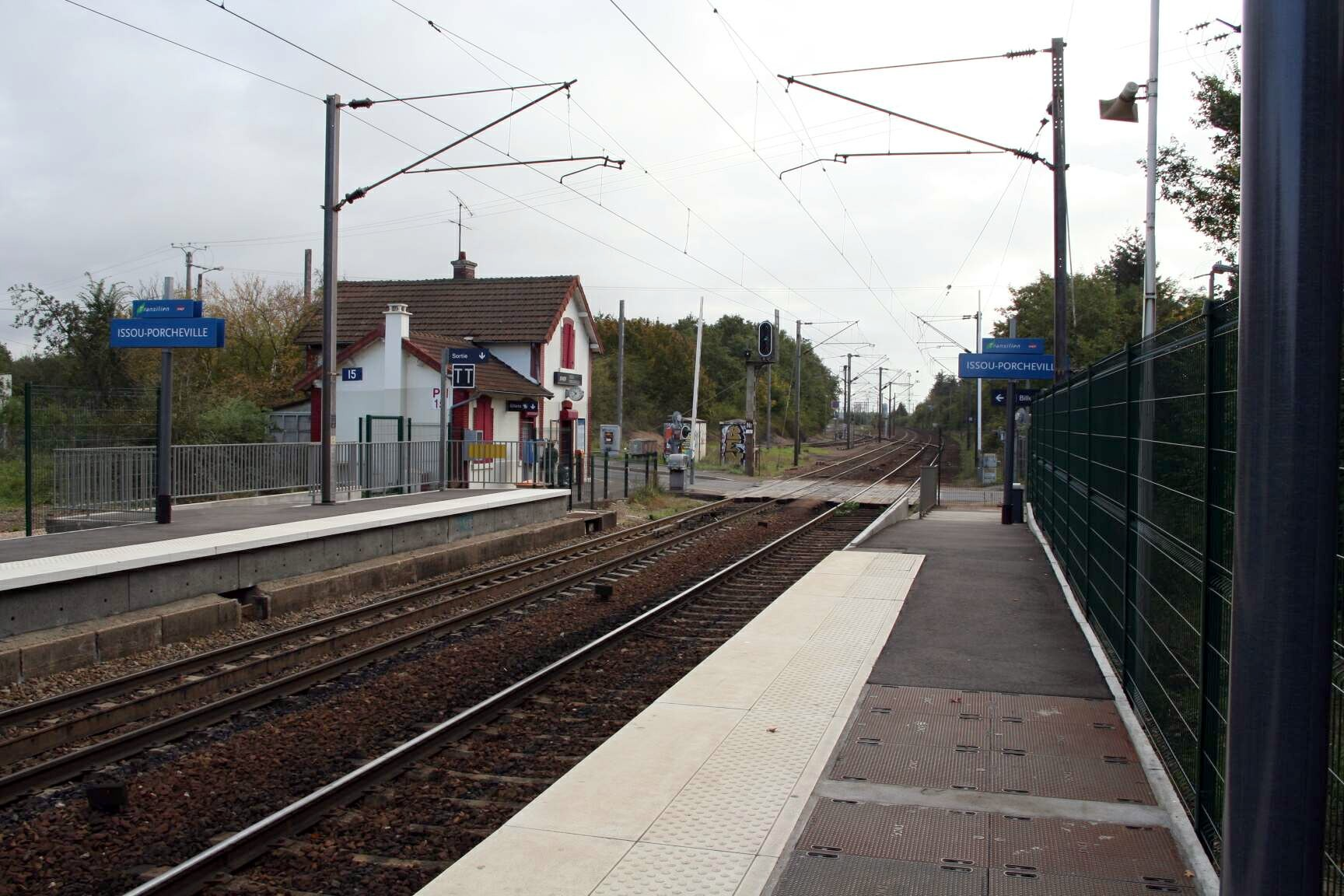
La gare côté quais.

La gare est desservie par les trains de la ligne J du Transilien.
En 2016, selon les estimations de la SNCF, la fréquentation annuelle de la gare est de 193 360 voyageurs, ce nombre s'étant élevé à 183 600 en 2015 et à 183 368 en 2014.

## Fréquentation
De 2015 à 2023, les estimations de la SNCF sont les suivantes :
| Année         | 2015    | 2016    | 2017    | 2018    | 2019    | 2020    | 2021    | 2022    | 2023    |
| ------------- | ------- | ------- | ------- | ------- | ------- | ------- | ------- | ------- | ------- |
| Fréquentation | 201 878 | 204 045 | 208 585 | 208 966 | 211 354 | 139 822 | 308 847 | 322 803 | 308 645 |

## Correspondances
La gare est desservie par les lignes 9, 16, 81, 109 et 110 du réseau de bus du Mantois.